# Nabi Tajima
Nabi Tajima (Kikai, Kagoshima, 4 de agosto de 1900 – Kikai, Kagoshima, 21 de abril de 2018) foi uma supercentenária japonesa que foi a pessoa mais velha do Japão, a pessoa mais velha do mundo por 7 meses e a quarta pessoa mais velha verificada de todos os tempos.

## Biografia
Tajima nasceu em Araki, uma área do que era então conhecida como Vila Wan, nas Ilhas Kikaijima, Kagoshima. De fevereiro de 2002 até sua morte, ela residiu em um lar de idosos chamado "Kikaien" em Kikai, localizada na mesma ilha na prefeitura de Kagoshima.
Seu marido, Tominishi Tajima, morreu em 1991 aos 95 anos de idade. Ela teve nove filhos (sete filhos e duas filhas), 28 netos, 56 bisnetos, 35 trinetos e 14 tataranetos. Ela se tornou a pessoa viva mais velha do Japão em 27 de setembro de 2015, após a morte de uma mulher anônima que vivia em Tóquio.
Após o falecimento da jamaicana Violet Brown, em 15 de setembro de 2017, ela tornou-se a pessoa mais velha do mundo e a última pessoa viva nascida no século XIX. 
Tajima morreu em 21 de abril de 2018, aos 117 anos e 260 dias.
Foi alegado que a chave para a longevidade de Tajima é comer coisas deliciosas e dormir bem. Na maior parte, ela comia macarrão ramen e sushi de mackerel de arroz.